# Momias de Coqueza

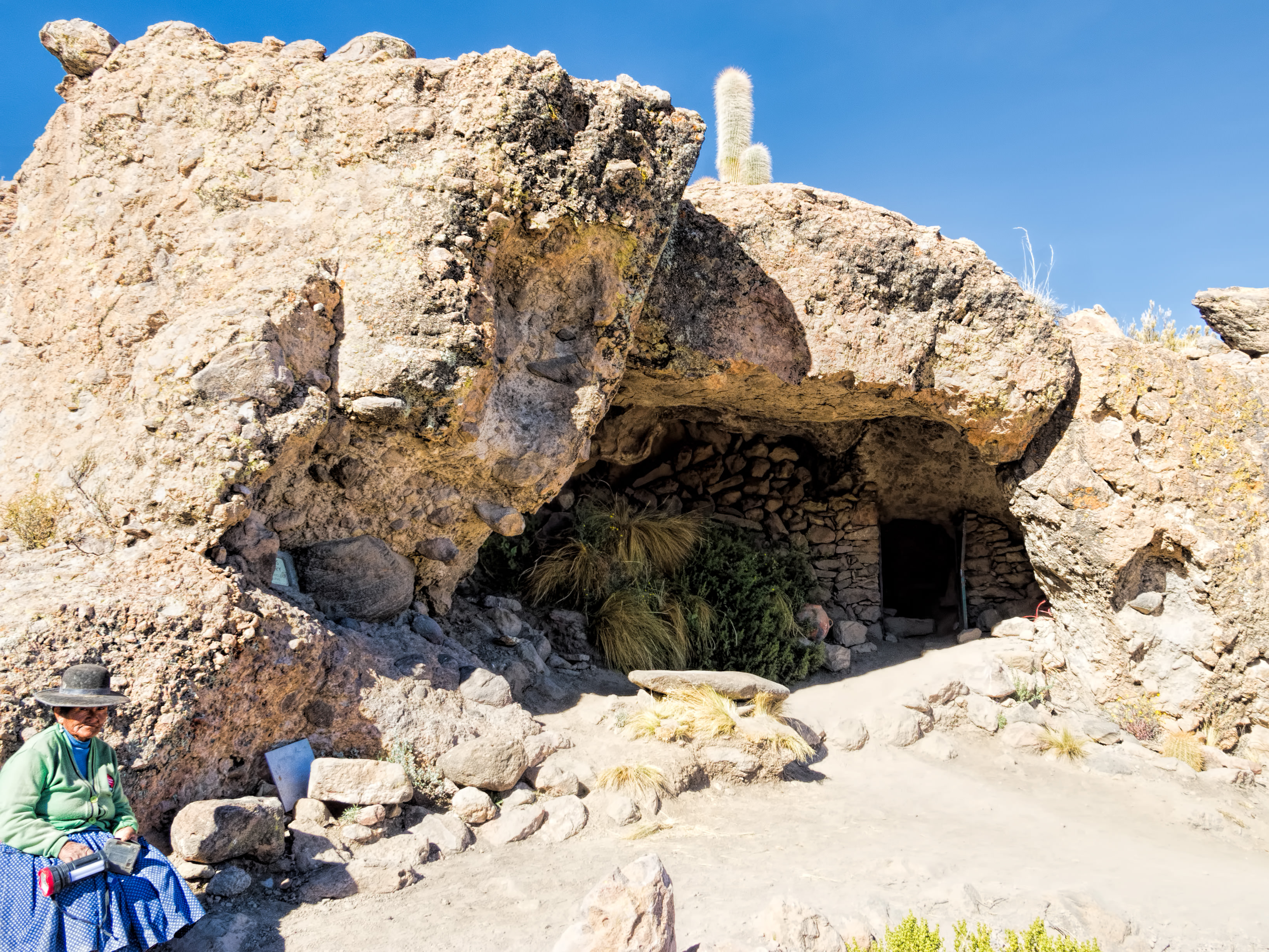
Entrada a la cueva de las momias de Coqueza, sobre el volcán Tunupa.

Las Momias de Coqueza es el nombre con el que se conoce los cuerpos de cinco personas en una gruta dentro del Volcán Tunupa, en Bolivia, cerca al Salar de Uyuni. Las momias datan de alrededor de 1.200 d. C., y se encuentran en completa oscuridad, conservando su vestimenta, cabello, uñas y parte de piel. La cueva se encuentra a 2,6 km de la localidad de Coqueza, parte del municipio de Tahua de la provincia de Daniel Campos en el departamento de Potosí. El ascenso de la montaña de Tunupa es relativamente fácil desde el pueblo de Coqueza, que se encuentra al pie del volcán. Junto a las momias se se encuentran otros objetos como vajillas y utensilios, que se exponen como patrimonio arqueológico.
Los pobladores de Coqueza todavía le rinden culto a las momias con ofrendas.
El sitio de las momias de Coqueza, de iniciativa comunal, se ha convertido en un atractivo turístico que ha contado con fuerte apoyo financiero. Sin embargo, debido a la vulnerabilidad de los restos humanos la Unidad de Arqueología y Museos (UDAM) del Ministerio de Culturas y Turismo implementó trabajos de conservación en la gruta.